# 茶屋坂車站
茶屋坂車站（日语：／ Chayagasaka eki */?）是位於愛知縣名古屋市千種區茶屋坂（茶屋ヶ坂）一丁目，為名古屋市營地下鐵名城線的車站之一。車站編號為M15。

## 車站結構
本站為2面2線側式月台之地下車站。

### 月台配置
| 月台 | 路線   | 方向 | 目的地         |
| ---- | ------ | ---- | -------------- |
| 1    | 名城線 | 左環 | 大曾根、榮方向 |
| 2    | 名城線 | 右環 | 本山、八事方向 |

## 相鄰車站
名古屋市營地下鐵
 名城線
砂田橋（M14）－茶屋坂（M15）－自由丘（M16）

## 外部連結
- 茶屋坂 - 名古屋市交通局